# 高井息吹
高井 息吹（たかい いぶき、1993年10月15日 - ）は、日本のシンガーソングライター・歌手。東京都出身。

## 人物
母に教わりクラシックピアノを5歳から始める。聴いた音楽を自らアレンジしてピアノで弾くことを幼少時よりしていた。
その後も吹奏楽・バンドなど色々なスタイルで音楽に触れる。
ポップス・ロック・クラシック・ジャズ・エレクトロニカ・アンビエントなどの多様な音楽に刺激を受け、
19歳の頃から『Eve』名義で作詞・作曲・弾き語りを本格的に始める。
現在は名義を本名である『高井息吹』に変えて、ソロ活動だけでなく、バンド『高井息吹と眠る星座』としても活動。
高井息吹と眠る星座のメンバーである、君島大空と新井和輝とは高校時代に福生のセッションシーンにて出会った。
その他にも様々なアーティストとコラボをするなど、 都内中心にライブ活動をしている。

## 来歴
2015年5月：デビューアルバム「yoru wo koeru」発表。TOKYO FM ブランニューソングに選ばれる。
2016年3月：アーティスト名を『Eve』から本名の『高井息吹』へ変更。
2016年3月：CD付絵本「いろいろのくに」発表。
2016年4月：大塚製薬 <ポカリスエット ゼリー "青い夢"篇> のテレビCM曲を担当。
2016年8月：バンド『高井息吹と眠る星座』で<SUMMER SONIC 2016> ISLAND STAGE出演。
2017年2月：マイナビ2018のテレビCM曲を担当。
2017年5月：映画「ママは日本へ嫁に行っちゃダメだと言うけれど。」挿入歌を担当。
2017年8月：東京建物 <企業CM「仕事の隙間で」篇> のCM曲を担当。
2017年10月：トヨタL&F テレビCM<「流れよ、変われ。」シリーズ> のCM曲を担当。
2017年12月：2ndアルバム「世界の秘密」発表。
2018年7月：NHK ほうかごソングスの7月号へ楽曲『ぐるぐるまわる』を提供。
2018年7月：タイガー魔法瓶のテレビCM<土鍋炊飯ジャー『炊きたて』「しあわせな食卓」篇>のCM曲を担当。
2020年1月：1stシングル「欠片/瞼」発表。
2020年4月：千趣会テレビCM<ベルメゾン ベビー・マタニティ「毎日が記念日」篇>のナレーションとCM曲を担当。
2020年7月：ACジャパンによる日本動物愛護協会の団体支援キャンペーンCM第2弾「犯罪者のセリフ」のCM曲を担当。
2020年11月：1st EP「kaléidoscope」発表。
2021年3月：Little Glee Monster 楽曲『REUNION』作詞、作曲を担当。
2022年5月：フコク生命テレビCM 新医療保険「ワイド・プロテクト」のCM曲を担当。
2023年2月：2nd EP「PIANO」発表。
2023年3月：テレビ東京シナぷしゅ 2023年3月の歌「予感 ～よかん～」の歌、作詞、作曲を担当。。

## ディスコグラフィー

### タイアップ
| 曲名            | タイアップ                                                                            |
| --------------- | ------------------------------------------------------------------------------------- |
| 青い夢          | 大塚製薬 テレビCM<ポカリスエット ゼリー "青い夢"篇> CM曲                              |
| CMオリジナル曲  | マイナビ2018 テレビCM曲                                                               |
| 透明            | 映画「ママは日本へ嫁に行っちゃダメだと言うけれど。」挿入歌                            |
| 雨雫のワルツ    | 映画「ママは日本へ嫁に行っちゃダメだと言うけれど。」挿入歌                            |
| きりん座        | 映画「ママは日本へ嫁に行っちゃダメだと言うけれど。」挿入歌                            |
| CMオリジナル曲  | 東京建物 企業CM「仕事の隙間で」篇 CM曲                                                |
| 流れるもの      | トヨタL&FのテレビCM「流れよ、変われ。」シリーズ CM曲                                  |
| ぐるぐるまわる  | NHKほうかごソングス7月号 今月の歌                                                     |
| CMオリジナル曲  | タイガー魔法瓶 テレビCM 土鍋炊飯ジャー『炊きたて』のテレビCM「しあわせな食卓」篇 CM曲 |
| CMオリジナル曲  | 千趣会 テレビCM ベルメゾン ベビー・マタニティ「毎日が記念日」篇 CM曲                  |
| CMオリジナル曲  | ACジャパンによる日本動物愛護協会の団体支援キャンペーンCM第2弾「犯罪者のセリフ」CM曲   |
| 隣              | フコク生命テレビCM 新医療保険「ワイド・プロテクト」CM曲                               |
| 予感 ～よかん～ | テレビ東京シナぷしゅ 2023年3月の歌                                                    |

## ミュージックビデオ
| 監督                  | 曲名           |
| 枝優花                | 「今日の秘密」 |
| ユージン              | 「瞼」         |
| Kana Tarumi(垂水佳菜) | 「幻のように」 |

## 書籍
- いろいろのくに（CD付絵本 2016年3月13日、作画・作詞・作曲:高井息吹、TOWNTONE、規格品番:TT-018）

CD収録曲
1. プロローグ
2. あかのうた
3. あおのうた
4. みどりのうた
5. きいろのうた
6. エピローグ

## 出演

### ラジオ
- face（2015年5月13日、JFE）
- RADIO DRAGON-NEXT-（2017年7月13日、TOKYO FM）[11]
- Day by Day （2017年12月26日、JFN）[12]
- Radio Gnu （2018年8月23日、InterFM897）[13]
- エレマガラジオDX（2020年8月18日/25日、ラジオNIKKEI）[14]
- RADIO DRAGON （2020年11月13日、TOKYO FM）　[15]
- SPARK TUESDAY！ （2023年2月21日、J-WAVE）[16]

### 舞台
- 『叶春』季節と朗読 by ライブナタリー（2024年3月12日 - 14日、ルーテル市ヶ谷ホール）[17]

### 雑誌
- BRUTUS 2023年5月1日号 篠山紀信連載『人間関係』忘れられない瞳 枝優花、高井息吹対談[18]